# Alees Samaan
Alees Thomas Samaan est une femme politique et diplomate bahreïnie.

## Biographie
Elle est la fille de chrétiens syriens immigrés à Bahreïn.
En 2002, elle est l'une des six femmes nommées au Conseil consultatif et ensuite, fait historique dans le monde arabe, elle devient en 2005 la première femme à présider une session parlementaire dans la région. Cet évènement, couvert par les médias internationaux, a été considéré comme un signe de progrès à Bahreïn.
Elle est la première femme ambassadrice d'un pays du Golfe, nommée au Royaume-Uni. Elle est en poste entre 2010 et 2015.
En mars 2015, elle obtient un prix du Grassroot Diplomat (en).